# Győrújfalu SE
A Győrújfalu SE sportegyesület és labdarúgócsapat a Győr-Moson-Sopron vármegyei Győrújfalun.

## Története
Ha a győrújfalui sport és azon belül a Győrújfalu Sportegyesület gyökereit akarjuk felkutatni, bő nyolcvan évvel kell visszaforgatnunk az idő kerekét. Először az 1925-ben alapított Levente Egyesület tömörítette csoportba Győrújfalun a sportolni, mozogni vágyókat, az egyesület vezetője Kiss Lajos evangélikus, oktatójuk Feigl László katolikus tanító volt. Győrújfalun a labdarúgást hiteles jegyzőkönyv szerint 1929-ben említi először a krónika, a Levente Egyesület számára vásárolt labdarúgó cipők kapcsán. 1929 óta kisebb-nagyobb megszakításokkal és sikerekkel működik a labdarúgó egyesület a községben.
A csapat állandó résztvevője a Megyei Labdarúgó Szövetség bajnokságainak, mozgási lehetőséget biztosítva ezzel a falu, és a közelben lakók apraja-nagyjának.  Kicsiknek és nagyoknak egyaránt hiszen a felnőttön kívül szerepel csapatunk az ifjúsági és serdülő bajnokságban is, az óvodás gyerekeknek rendezett foci kupáknak állandó szereplői illetve alkalomadtán házigazdái is vagyunk, és néha még az öregfiúk is összeállnak egy-egy fellépésre.
Hosszú ideig nomád körülmények között készülhettek csak a sportolók, mígnem 1997-ben nem kis összefogás és pénz árán a pálya mellett felépült az új öltöző, alig 10 évvel később pedig még egy kisméretű műfüves pályával is gyarapodtunk. Ha a lehetőségek engedik most is folyamatosan épül, szépül a pálya és környéke.
A heti rendszeres edzés- és meccsnapokon kívül, néhány évközi rendezvény alkalmával is benépesül a sporttelep. Ezeken kívül, a szlovákiai Medve és Pozsonypüspöki illetve a németországi Hitzhofen testvérfalvakkal való találkozások jelentenek eseményt az évben.
A csapat múltját tekintve sokáig a Győri Körzeti Bajnokság I/B csoportjának volt résztvevője ahol többek között az 1994-1995-ös szezonban ezüstérmet szerzett a jelenlegi NB 2-es Gyirmót mögött. 1998-tól a már Megyei II. osztálynak nevezett csoportnak volt résztvevője, sajnos mindössze két évig, hiszen a 2000-2001-es szezont már a Megyei III.' osztályban kezdte a csapat. Az együttes összesen három évet töltött a harmadik vonalban. Az első két szezonban be kellett érniük a 4. pozícióval, míg a 2002-2003-as szezonban már bajnoki címnek örülhetett a csapat, és újból a másodosztályba léphetett. Innentől kezdve folyamatosan tagja volt hol a Mosonmagyaróvári, hol a Győri csoportnak, majd 2023 nyarán a szövetség felkérte csapatunkat az első osztályban való szereplésre, melyet örömmel fogadott el egyesületünk.
A győrújfalui sportegyesület kiemelten foglalkozik az utánpótlással. A 2008-as évtől kezdve folyamatosan szerepeltet U7, U9 és U11-es együttest is. Ekkoriban már több mint 40-50 fiatal pallérozódott az egyesületnél, közülük sokan Győriek köszönhetően a falu és város közötti kis távolságnak(5 km). A gyerekek heti két edzéssel készültek, és sokat fejlődtek a legfőbb mentor Vingler Zoltán – aki ebben az időben az ETO Futsal Club U17-es és U19-es csapat edzője is volt – és a többi fiatal edző kezei alatt. Ezen felül fiataljai hazai és nemzetközi tornákon vettek részt, valamint a nyári tábor sem maradhatott el az éves programból. A 2012-2013-as évben kiemelkedő eredményeket értek el a Kölyökliga sorozatban.
A folyamatosan fejlődő utánpótlás bázisunknak köszönhetően, a 2021-es szezontól Körzetközpont lett egyesületünk. Ennek köszönhetően U12, U13, U14, U15, U17 és U19-es korosztályunk immár a Regionális NB3-as bajnokságokban szerepelhet. Rajtuk kívül az összes többi (U7,U8,U9,U10,U11) korosztályban képviseltetjük magunak Bozsik Tornákon, Fesztiválokon. A 11 korosztályunk mellett (Ahol közel 240 utánpótláskorú játékos szerepel) 3 bajnokságban felnőtt csapatunk vitézkedik bajnoki rendszerben (Megyei I., Megyei II., Senior).

## Sportsikerek
| - 2003 – Aranyérmes - 1995 – Ezüstérmes | - 2003 – Ezüstérmes - 2010 – Bronzérmes - 2013 – Ezüstérmes - 2014 – Ezüstérmes - 2017 – Bronzérmes - 2019 – Aranyérmes - 2020 – Aranyérmes |

| Szezon    | Helyezés (Felnőtt) | Helyezés (Ifjúsági) |
| --------- | ------------------ | ------------------- |
| 2023–2024 | 12.                | 6.                  |
| 2022–2023 | 5.                 | 7.                  |
| 2021–2022 | 5.                 | 7.                  |
| 2020–2021 | 8.                 | 5.                  |
| 2019–2020 | 11.                | 1.                  |
| 2018–2019 | 9.                 | 1.                  |
| 2017–2018 | 10.                | 6.                  |
| 2016–2017 | 8.                 | 3.                  |
| 2015–2016 | 9.                 | 9.                  |
| 2014–2015 | 10.                | 9.                  |
| 2013–2014 | 8.                 | 2.                  |
| 2012–2013 | 6.                 | 2.                  |
| 2011–2012 | 7.                 | 7.                  |
| 2010–2011 | 10.                | 8.                  |
| 2009–2010 | 8.                 | 3.                  |
| 2008–2009 | 11.                | 10.                 |
| 2007–2008 | 12.                | 8.                  |
| 2006–2007 | 4.                 | 6.                  |
| 2005–2006 | 12.                | 8.                  |
| 2004–2005 | ?                  | ?                   |
| 2003–2004 | 16.                | 7.                  |
| 2002–2003 | 1.                 | 2.                  |
| 2001–2002 | 4.                 | 5.                  |
| 2000–2001 | 4.                 | 7.                  |

### Bajnoki cím és ami mögötte van.
A 2002-2003-as szezonra a vezetők, a szponzorok és maguk a játékosok is úgy határoztak, hogy ki kell vívni a megyei II. osztályba való feljutást. Az akkori elnök Tatai József révén a csapathoz került három meghatározó játékos, név szerint Varga László, Rácz Balázs és Wunderlich Krisztián s ezzel Vingler Zoltán edző versenyhelyzetet teremthetett a csapatba kerülés érdekében.

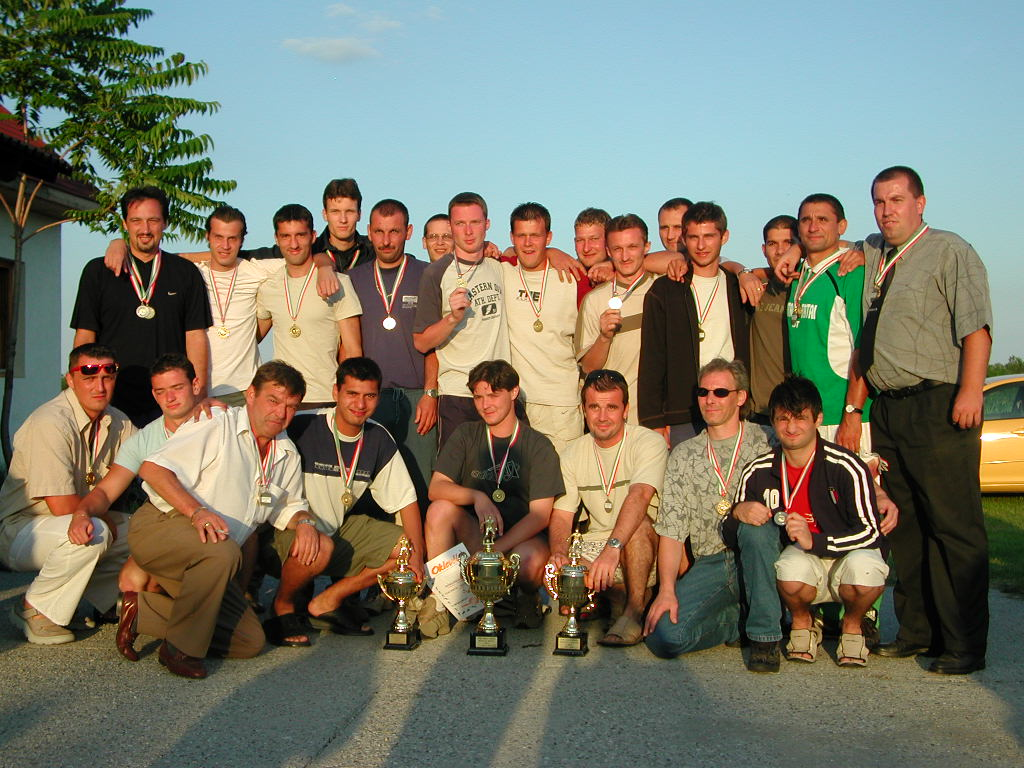
Győrújfalu SE. Bajnok felnőtt csapat. (2003)

A szezon végeredményét tekintve a gárda megfelelt az elvárásoknak, rajt-cél győzelmet aratva szerezte meg a bajnoki aranyat. A 24 mérkőzésből 22-szer(!) győztesen, míg 1-1 alkalommal döntetlent és vereséget elérve hagyták el a pályát a játékosok. Hazai pályán veretlen volt a csapat, a vendégek is mindössze 7-szer örülhettek gólnak. A rúgott gólok tekintetében az elért 121 góllal minden csapatot megelőztek bármely osztályt, vagy csoportot is nézünk. Érdekesség, hogy ennyi rúgott gól ellenére a csapat házi gólkirálya Vingler Gyula a maga 29 találatával a csoport góllövő listájának 3. helyét szerezte meg. Rajta kívül egyébként még Balaskó Szilárd, Horváth Balázs és Rácz Balázs ért el 20 gól feletti találatot.
Tatai József, Elnök: – Ezek az eredmények is azt mutatják, hogy csapatként volt nagyon erős az együttes. Úgy véltük a vezetőség részéről, hogy a csapatszellem és a mentális egység nagyon erős, amelyben az edzőn kívül Csapó Zoltán szakosztályvezetőnek (későbbi elnök) van elévülhetetlen érdeme, aki időt és fáradtságot nem kímélve intézte a csapat körüli ügyeket.

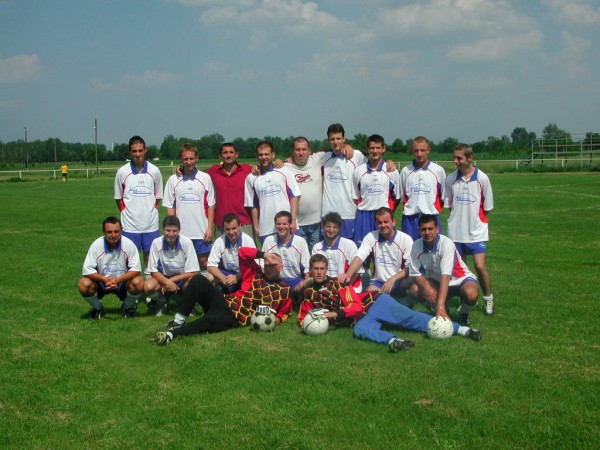
Győrújfalu SE. Ezüstérmes tartalék csapat (2003).

A csapat a bajnoki címen kívül a csoport Sportszerűségi úgynevezett FAIR PLAY díját is megnyerte. Ezen felül a tartalék csapat megszerezte az ezüstérmet, így kijelenthetjük: Igazi sikerév volt ez az egyesület életében!

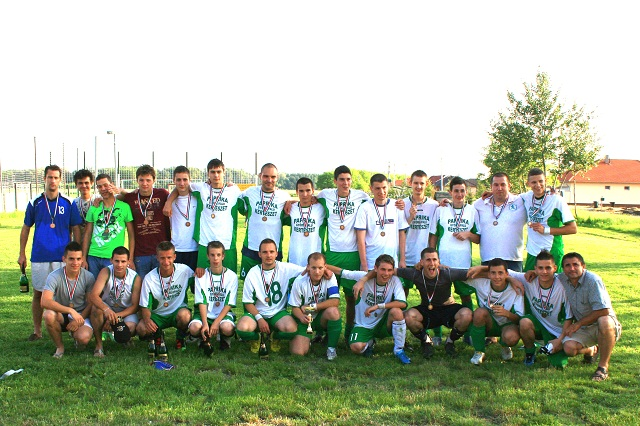
Győrújfalu SE. Bronzérmes tartalék csapat (2010).

## A csapat jelenlegi adatai
| Elnök           | Szabó Tamás                               | Szabó Tamás                               |
| Alelnök         | Simay Márton                              | Simay Márton                              |
| Elnökségi tagok | Balaskó Szilárd Kiss Gergely Nagy Richárd | Balaskó Szilárd Kiss Gergely Nagy Richárd |

| Szakmai vezető                 | Nagy László   | Nagy László   |
| Technikai vezető / Kit Manager | Szalai Balázs | Szalai Balázs |
| Operatív vezető                | Herm László   | Herm László   |

| Megye I.  | Horváth Rudolf               | Horváth Rudolf               |
| Megye II. | Szekeres Krisztián           | Szekeres Krisztián           |
| U19       | Szekeres Krisztián           | Szekeres Krisztián           |
| U17       | Hiba Norbert                 | Hiba Norbert                 |
| U15       | Szekeres Krisztián           | Szekeres Krisztián           |
| U14       | Fazekas Gábor                | Fazekas Gábor                |
| U13       | Farkas Péter, Takács Mihály  | Farkas Péter, Takács Mihály  |
| U12       | Kovács Dániel                | Kovács Dániel                |
| U11       | Varga Kristóf, Kovács József | Varga Kristóf, Kovács József |
| U10       | Balogh Márk, Végh Dominik    | Balogh Márk, Végh Dominik    |
| U9        | Nadj Ferenc, Végh László     | Nadj Ferenc, Végh László     |
| U8        | Berta József, Jaczkó Balázs  | Berta József, Jaczkó Balázs  |
| U7        | Szabó Gábor, Kovács Tamás    | Szabó Gábor, Kovács Tamás    |
| Senior    | Horváth Balázs               | Horváth Balázs               |

| Cím         | Győrújfalu, Ady Endre utca. | Győrújfalu, Ady Endre utca. |
| Elérhetőség | Tel.: +36-20-938-0205       | Tel.: +36-20-938-0205       |
| Honlap      | Feltöltés alatt...          | Feltöltés alatt...          |
| E-mail      | gyorujfaluse@gmail.com      | gyorujfaluse@gmail.com      |

## Csapatok
| Mezszám       | Név                  | Nemzetiség | Életkor |         |         |         |         |
| Kapusok       | Kapusok              | Kapusok    | Kapusok | Kapusok | Kapusok | Kapusok | Kapusok |
| ------------- | -------------------- | ---------- | ------- | ------- | ------- | ------- | ------- |
| 1             | Huszár Máté          | magyar     | 18      |         |         |         |         |
| 12            | Tréger Patrik        | magyar     | 18      |         |         |         |         |
| Védők         |                      |            |         |         |         |         |         |
| 2             | Kovács Dávid         | HUN        | 18      |         |         |         |         |
| 3             | Varga Marcell        | magyar     | 17      |         |         |         |         |
| 4             | Kondákor Dániel      | magyar     | 28      |         |         |         |         |
| 5             | Pusztai Gergő        | magyar     | 19      |         |         |         |         |
| 13            | Farkas Tamás         | magyar     | 27      |         |         |         |         |
| 17            | Simay Márton         | magyar     | 41      |         |         |         |         |
| Középpályások |                      |            |         |         |         |         |         |
| 6             | Kutich Tamás         | magyar     | 18      |         |         |         |         |
| 9             | Vingler Gyula László | magyar     | 21      |         |         |         |         |
| 10            | Szekeres Krisztián   | magyar     | 27      |         |         |         |         |
| 11            | Nagy Máté            | magyar     | 19      |         |         |         |         |
| 14            | Nagy Huba            | magyar     | 21      |         |         |         |         |
| 18            | Jaczkó Balázs        | magyar     | 30      |         |         |         |         |
| 19            | Takács Johnatán      | magyar     | 29      |         |         |         |         |
| Támadók       |                      |            |         |         |         |         |         |
| 7             | Farkas Péter         | magyar     | 30      |         |         |         |         |
| 8             | Bartalos Adrián      | magyar     | 24      |         |         |         |         |
| 15            | Tóth Hunor           | magyar     | 19      |         |         |         |         |
| 16            | Takács Mihály        | magyar     | 26      |         |         |         |         |

| Érkezők        | Érkezők | Érkezők     | Érkezők | Érkezők          | Érkezők |
| Név            | Nemzet  | Poszt       | Életkor | Honnan           |         |
| -------------- | ------- | ----------- | ------- | ---------------- | ------- |
| Simay Márton   | HUN     | Hátvéd      | 38      | Dunaszeg SE      |         |
| Lakics Kristóf | HUN     | Hátvéd      | 19      | Abda SC          |         |
| Fábián Csaba   | HUN     | Középpályás | 21      | Győrszentiván SE |         |